# Didiereaceae
Didiereaceae är en familj av tvåhjärtbladiga växter. Didiereaceae ingår i nejlikordningen. Enligt Catalogue of Life omfattar familjen Didiereaceae 22 arter.
Släkten enligt Catalogue of Life:
- Alluaudia
- Alluaudiopsis
- Calyptrotheca
- Ceraria
- Decarya
- Didierea
- Portulacaria

Familjens medlemmar förekommer i östra och södra Afrika samt på Madagaskar. Arterna i underfamiljen Didiereoideae (släkten Alluaudia, Alluaudiopsis, Decarya och Didierea) är xerofila buskar och träd som har många taggar. Frukterna saknar strukturer som skulle underlätta att de bryter isär när de blir mogna. I släktena Ceraria och Portulacaria (underfamilj Portulacarioideae) finns buskar med många förgreningar samt med bark som har ett vaxliknande skikt på utsidan. De utvecklar små nötter som har ett enda frö inuti. Släktet Calyptrotheca utgör en egen underfamilj och innehåller buskar eller mindre träd.

## Bildgalleri

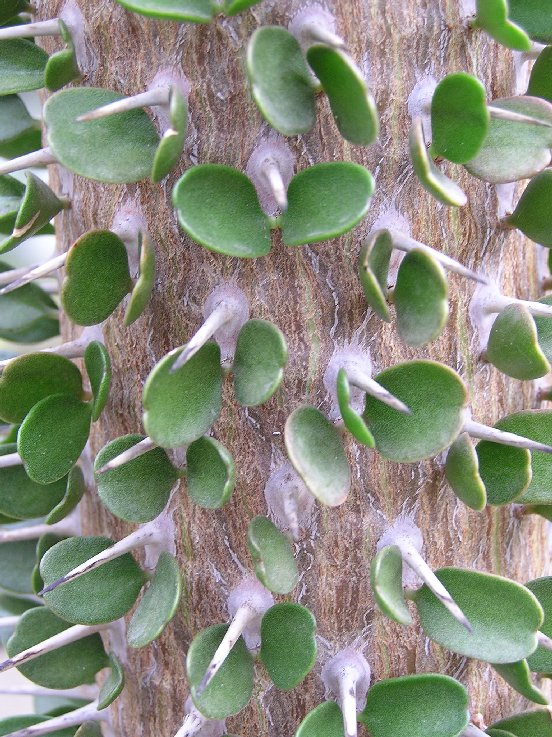
Alluaudia ascendens
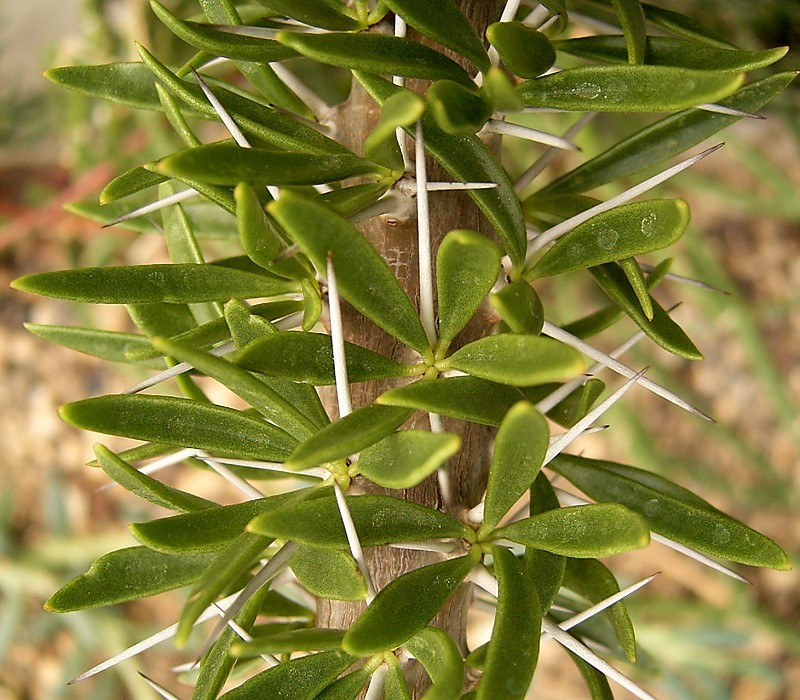
Didierea trollii
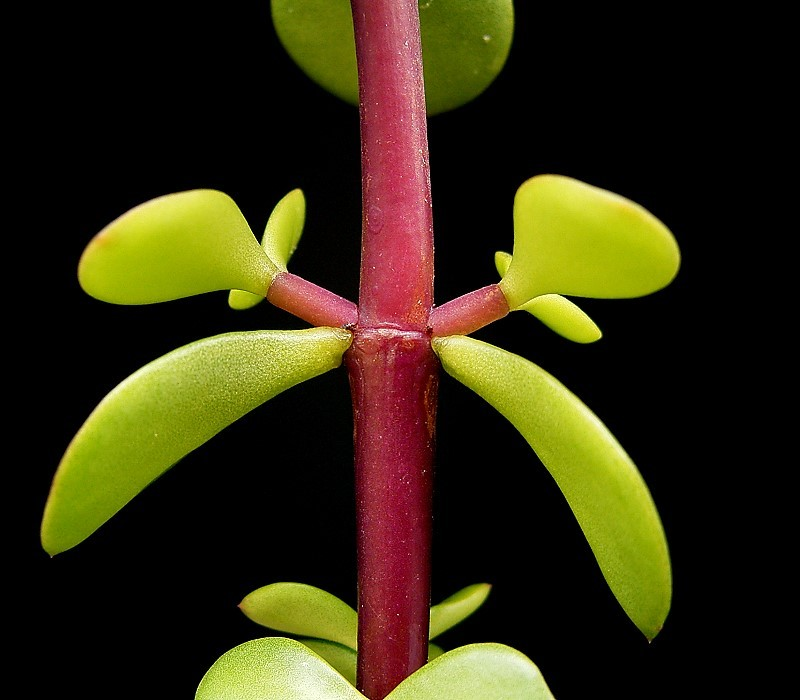
Portulacaria afra